# René Sarrat Torreguitart
René Sarrat Torreguitart (Corbins 1937- Zaragoza 2012) fue un médico anatomista español, primer catedrático  y creador del departamento de Anatomía  de la Facultad de Medicina en la Universidad del País Vasco en 1971.
Tras un breve periodo en el Colegio Universitario de Las Palmas,  en 1984 ocupó  la Cátedra en la Universidad de Zaragoza hasta su jubilación en el año 2008.

## Biografía y trayectoria profesional
Nació en Corbins, provincia de Lérida en 1937.
Estudió medicina en la Universidad de Zaragoza entre los años 1954 y 1960 obteniendo las máximas calificaciones. 
En 1957 ganó las oposiciones de alumno interno pensionado de Anatomía siendo galardonado un año después con el premio Ramón y Cajal de la facultad Aragonesa.
Fue becado para asistir durante dos años a Kiel (Alemania), para estudiar con el Profesor Bargmann la neuroanatomía de las conexiones cerebrales.
En el año 1963 defendió la tesis doctoral consiguiendo el título de Doctor con sobresaliente cum laude.
Entre 1961 y 1966 trabajó como profesor ayudante de Anatomía y en 1967 obtuvo la plaza de profesor adjunto. Poco después fue nombrado profesor agregado y encargado del curso de Anatomía.
En 1971 obtuvo por oposición la plaza de Catedrático de Anatomía en la Facultad de Medicina  en la Universidad del País Vasco llegando a ser Decano de la misma.
Fueron años de una gran plétora estudiantil con hasta 1000 alumnos por curso.  
Después de una estancia  en el Colegio Universitario de Las Palmas de Gran Canaria volvió como Catedrático a la Universidad de Zaragoza   y allí permaneció desde 1984 hasta su  jubilación en el año 2008.
Fue promotor de los primeros cursos de acupuntura en la Facultad de Medicina de Zaragoza que terminaron por convertirse en Título Propio Máster de Acupuntura en 1998.
Tras su fallecimiento en el año 2012, el municipio de Gimenells, donde se crio, dedicó una calle en su memoria.